# Stazione di posta

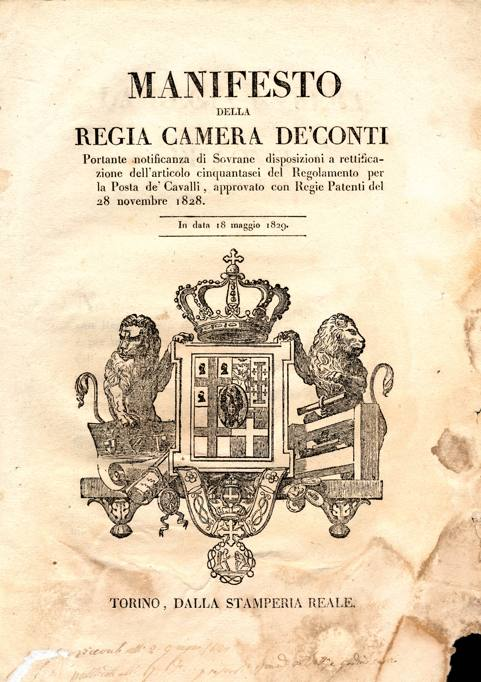
Copertina delle Sovrane disposizioni per la Posta de' Cavalli del Regno di Sardegna (1829)

Una stazione di posta, o semplicemente posta, ai tempi dei trasporti a trazione animale, era un luogo adibito a sosta temporanea dei corrieri, delle vetture private e delle diligenze che trasportavano persone, merci e corrispondenza, principalmente per effettuare il cambio dei cavalli. La sosta nelle stazioni rappresentava anche la fermata per la salita e la discesa dei passeggeri.
Insieme ai cavalli freschi venivano assegnati anche nuovi postiglioni, mentre quelli che avevano guidato la vettura fino alla stazione, tornavano alla posta di provenienza riaccompagnandovi al passo i cavalli stanchi.
Infine, i viaggiatori che proseguivano, durante il cambio dei cavalli, potevano mangiare nella locanda di posta.

## Descrizione

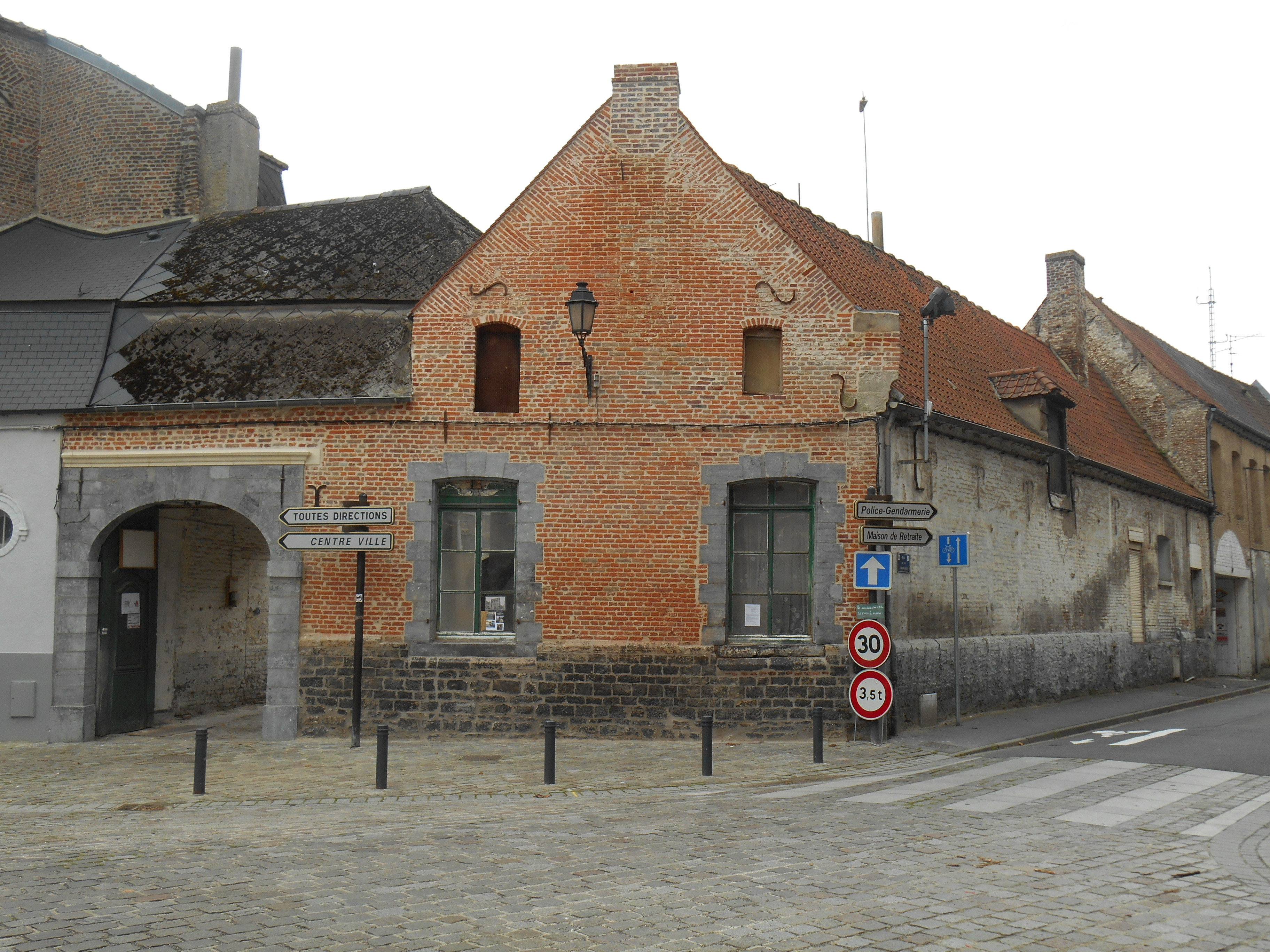
La stazione di posta di Condé-sur-l'Escaut

Le stazioni erano disposte lungo le maggiori strade (cosiddette "strade postali") a distanze abbastanza regolari di circa otto/dieci miglia o otto chilometri.

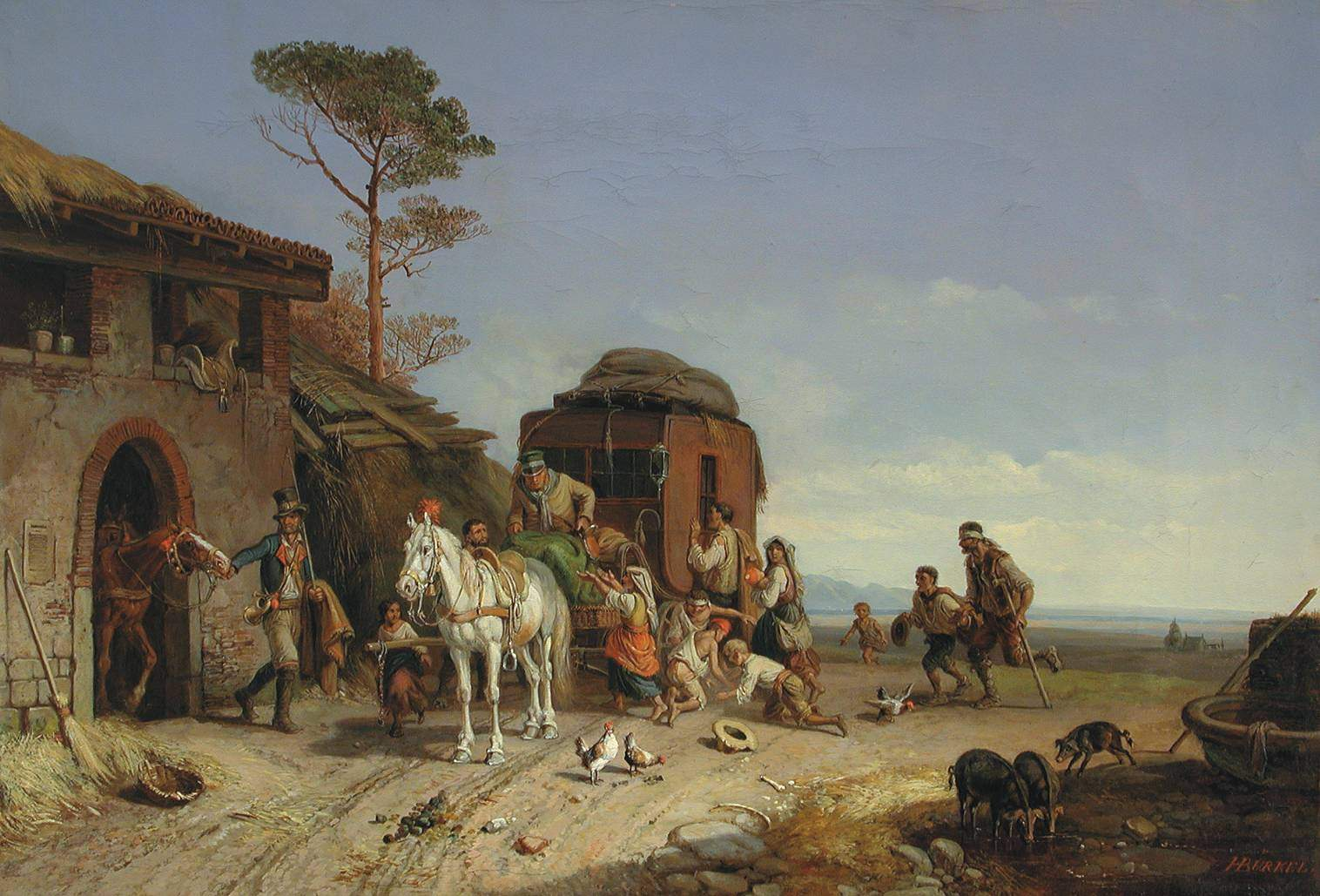
Mendicanti tendono un'imboscata a una diligenza fuori da un ufficio postale nell'Agro Pontino, XIX secolo

La stazione di posta poteva generalmente consistere in uno spiazzo o un cortile a margine della strada, su cui insistevano uno o più edifici che ospitavano le scuderie dei cavalli, le rimesse delle carrozze, una bottega del maniscalco, la biglietteria, il deposito bagagli, una locanda o osteria, l'ufficio postale.
Sull'ingresso della stazione doveva essere affisso lo stemma del sovrano.
A capo della stazione era il mastro di posta, il quale doveva garantire che fossero a disposizione dei viaggiatori e della posta un certo numero di cavalli, vetture e postiglioni, prescrittivi da regolamenti dell'autorità postale. Ed era sempre il mastro che assegnava cavalli e corrieri a chi ne faceva richiesta, redigendone nota su di un apposito registro, tenuto a disposizione dell'Ispettore Postale.

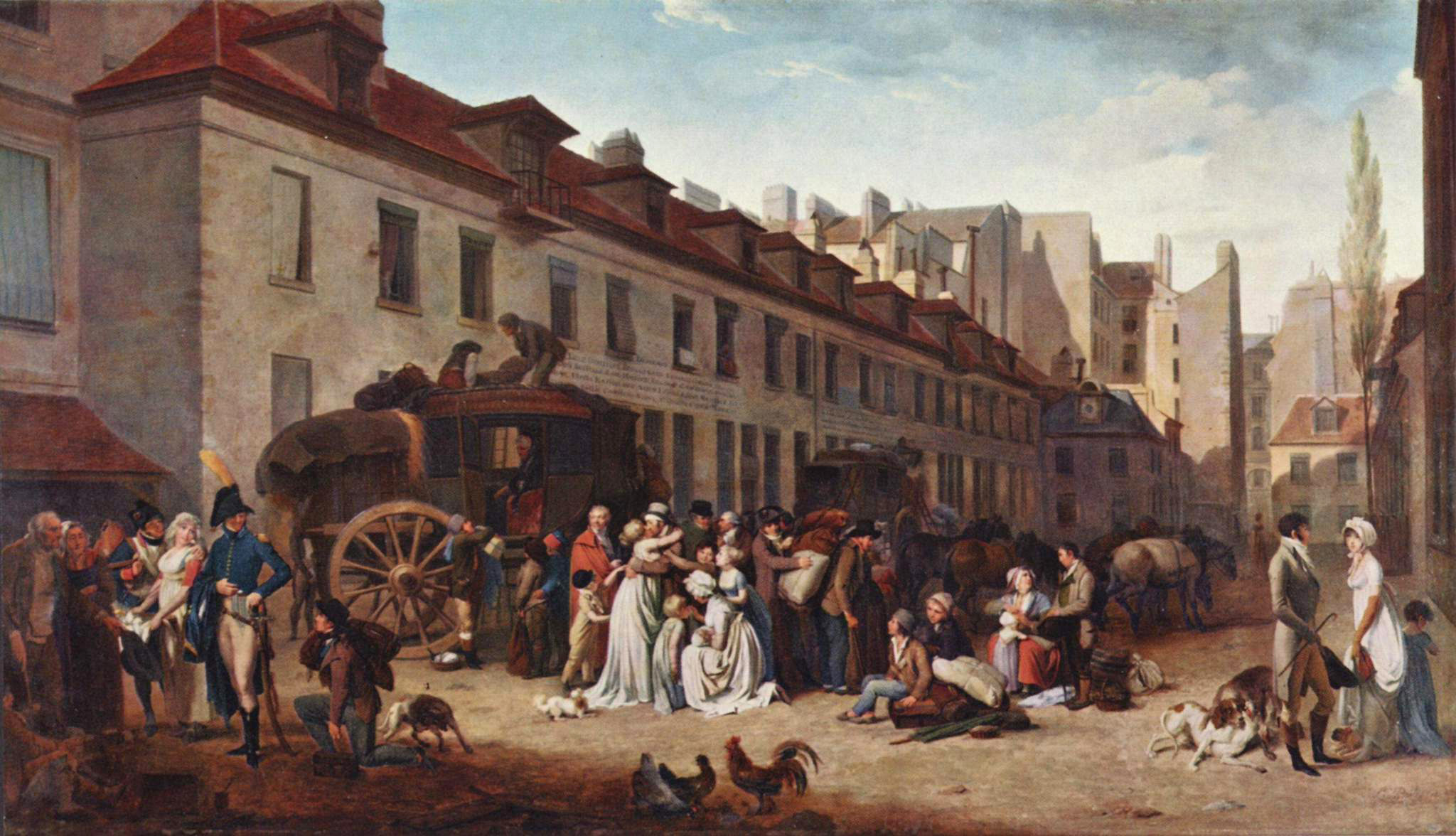
L'arrivo di una diligenza nella Cour des Messageries, rue Notre-Dame-des-Victoires, a Parigi, 1803

Le stazioni di posta erano esenti da tasse e gabelle, nonché dall'obbligo di alloggiare i militari

## Storia

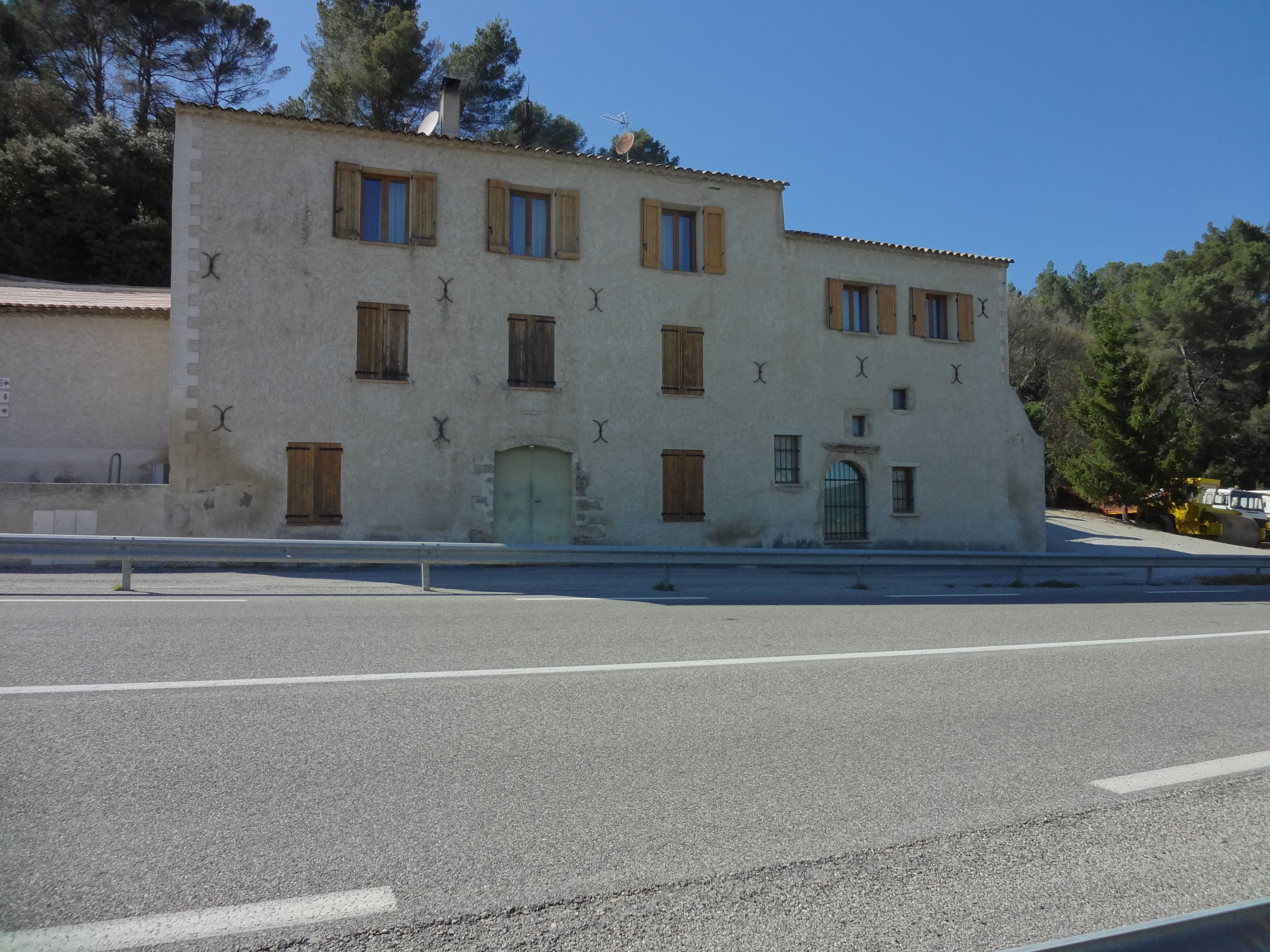
Stazione di posta di Lurs (Alpes-de-Haute-Provence), sulla RN 96

Nella Roma antica, tali stazioni (latino statio, plurale stationes) si trovavano lungo le principali vie dell'Impero e si classificavano in mansiones, dotate di alloggi, stalle e altre attrezzature, e più semplici mutationes, adibite solo al cambio dei cavalli.
Nella Russia dal XII al XVIII secolo esistevano le cosiddette jam (in russo Ям?), nate nel periodo dell'Orda d'oro.
Negli Stati Uniti d'America esisteva un servizio chiamato Pony Express che attraversava il Nord America da St. Joseph (Missouri) a Sacramento, dall'aprile 1860 all'ottobre 1861, del quale rimangono i resti più o meno integri di circa 50 stazioni di posta visitabili.

### Nel Giappone feudale

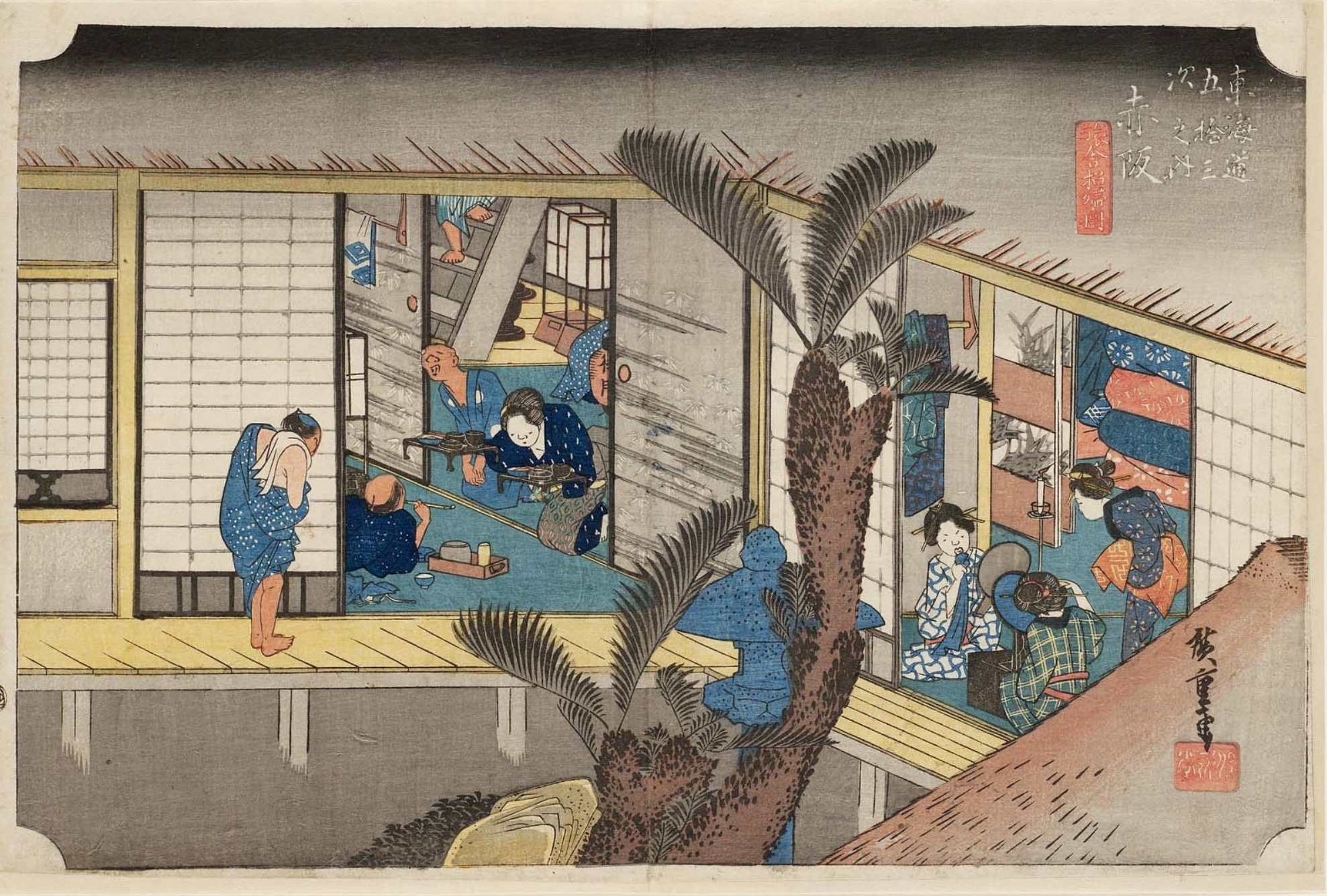
Stazione di posta di Akasaka in una stampa di Hiroshige

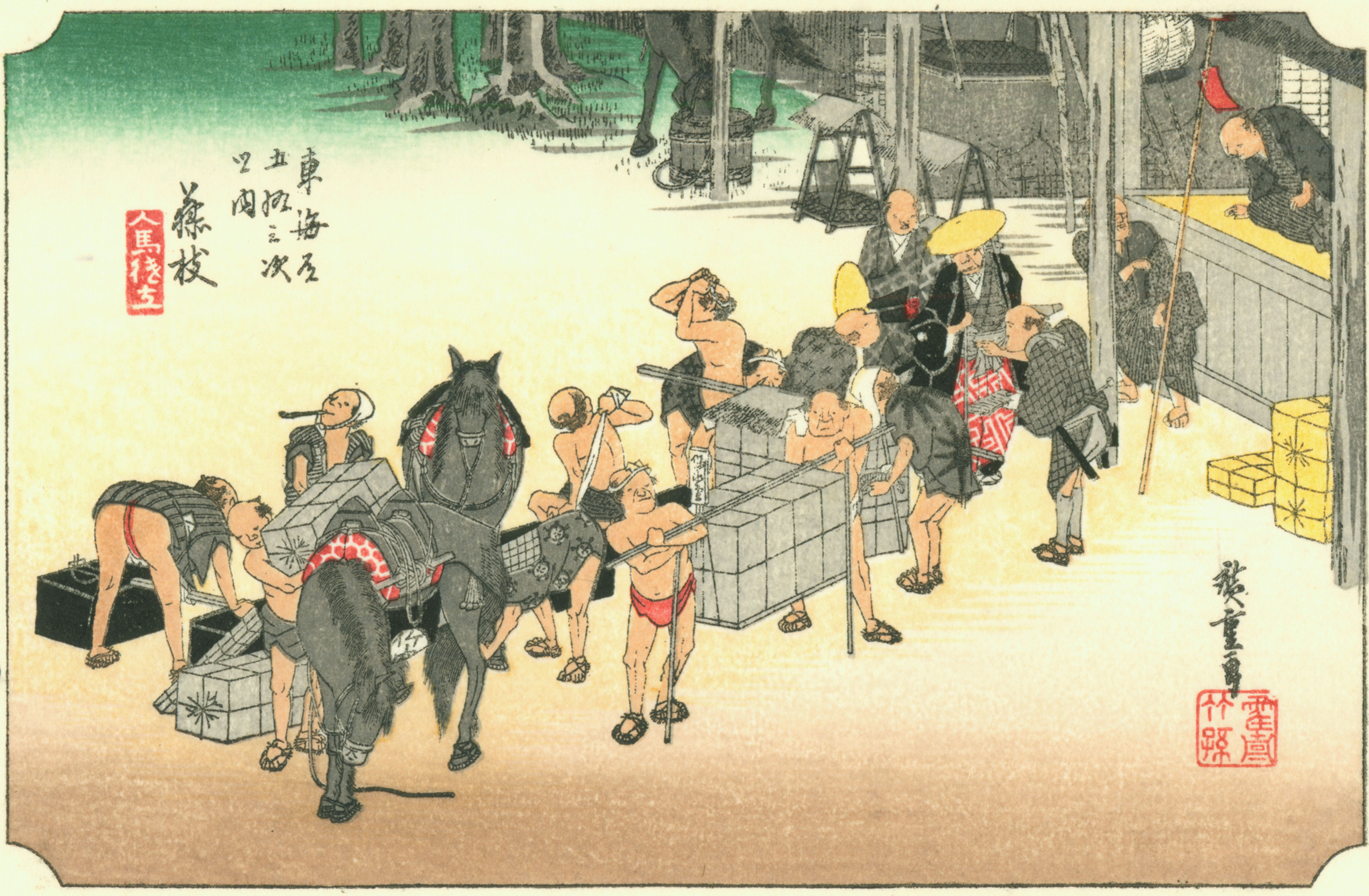
Stazione di posta di Fujieda in una stampa di Hiroshige

In Giappone le stazioni di posta, dette shukuba machi o shukueki, furono introdotte nel periodo Nara e raggiunsero il massimo sviluppo nel periodo Tokugawa, quando i Daimyō con il loro imponente seguito dovevano spostarsi due volte l'anno dal feudo alla capitale (Sankin kōtai).
Lungo le cinque strade principali che s'irradiavano da Edo (Gokaidō), ma soprattutto lungo le due principali, Tokaido e Nakasendō, c'erano stazioni di posta (lungo le due grandi strade ce n'erano 53 e 67 rispettivamente) distanziate fra loro di circa 10-17 chilometri. Erano gestite direttamente dal bakufu imponendo una corvée (sukegō) ai villaggi vicini perché fornissero i lavoratori ed i cavalli necessari.
Queste stazioni sono rappresentate nelle silografie di Utagawa Hiroshige nei suoi cicli di stampe intitolati Le cinquantatré stazioni della Tokaidō e Le sessantanove stazioni lungo la Kisokaidō.